# Paritätische Kirche Ermatingen

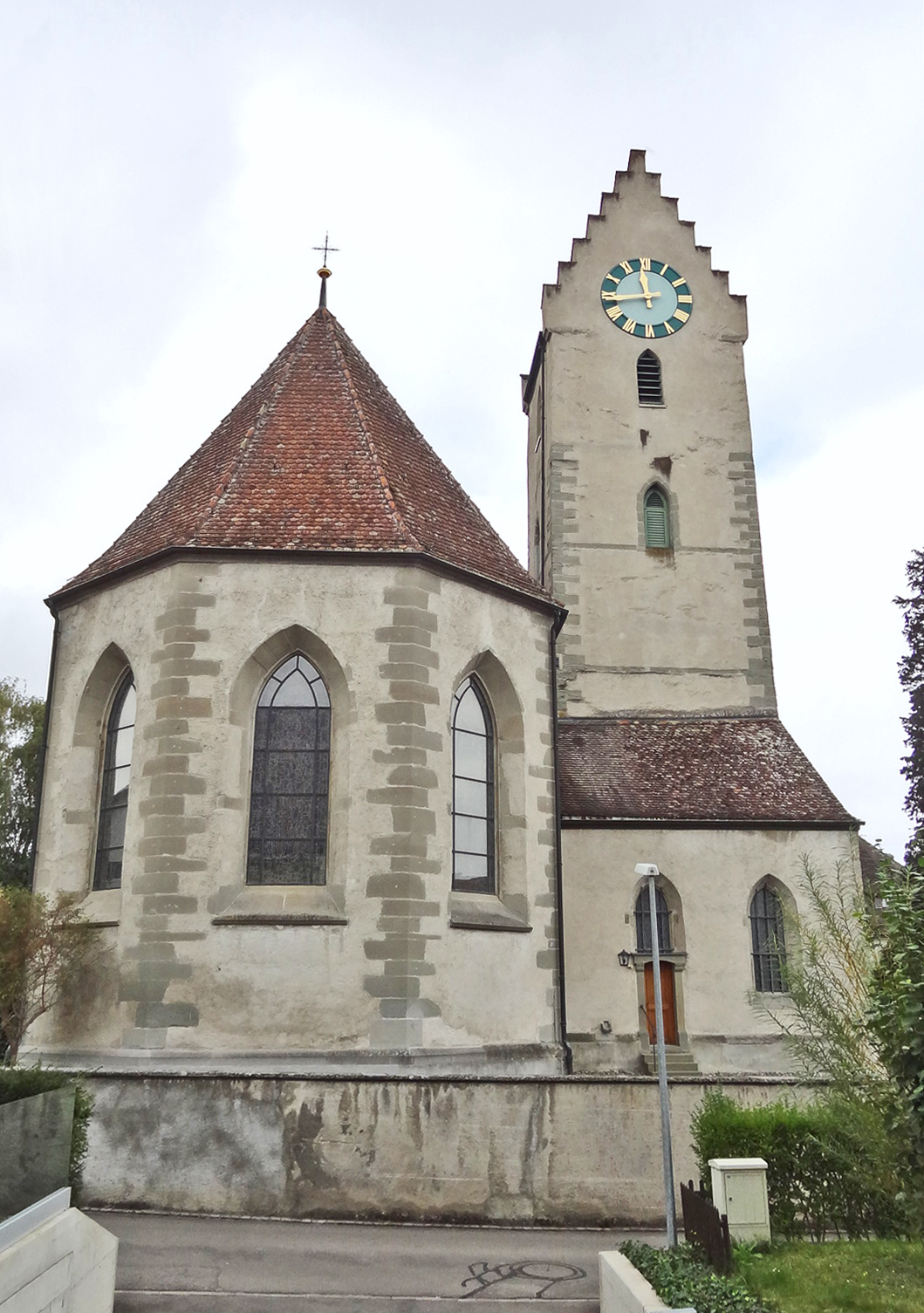
Aussenansicht

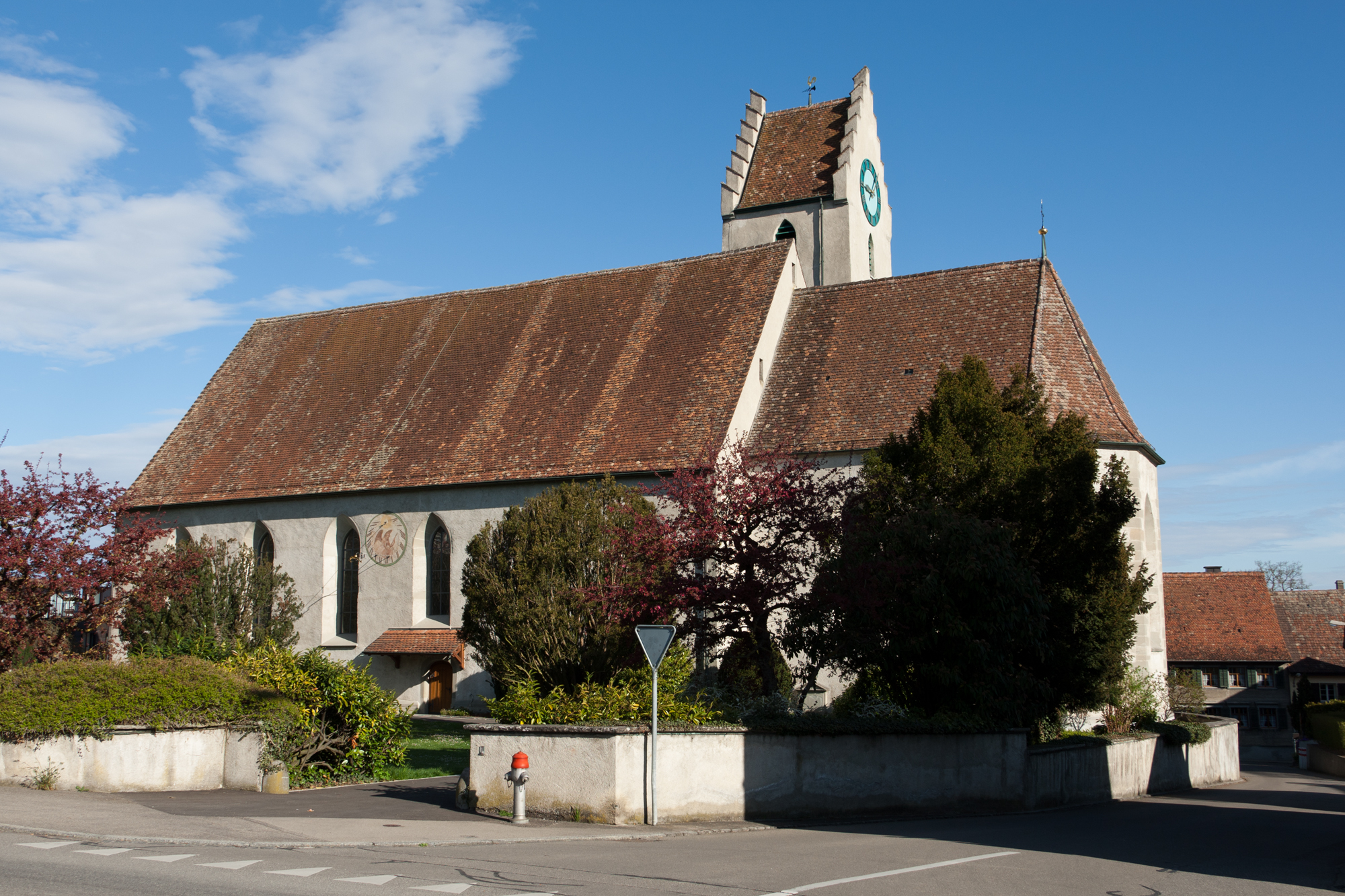
Seitenansicht

Die Paritätische Kirche Ermatingen, auch bekannt als Paritätische Kirche St. Albin, ist eine Simultankirche in Ermatingen im Schweizer Kanton Thurgau, die von den Kirchgemeinden der evangelisch-reformierten und der römisch-katholischen Konfession gleichermassen benutzt wird.

## Geschichte

### Ursprünge
Die Bausubstanz ist frühmittelalterlich und geht zurück auf einen unter dem Patrozinium des Albin von Lyon geweihten Kirchbau aus dem 6. oder 7. Jahrhundert.

### Mittelalter
Die Spätgotik brachte Erweiterungen: 1488 wurde das Kirchenschiff erbaut und 1494 der Chor in seiner polygonalen Form. Vermutlich aus dieser Zeit stammt der durch das Lächeln des Christus auffällige Salvatorkopf am Endstein des Deckengewölbes.
Im Schwabenkrieg fiel 1499 das Langhaus der Brandschatzung zum Opfer. 1501 wurde es in der heutigen Gestalt wieder neu errichtet.

### Reformationszeit
Der aus Konstanz stammende Pfarrer Alexius Bertschin begann 1524 die Gedanken Martin Luthers in Ermatingen zu predigen. Er wurde von den Frauenfelder Landvögten bedroht und flüchtete nach Konstanz zurück.
1529 nahm Bern die Reformation an und übernahm den Schutz der Reformierten auch in den Zugewandten Orten und den Untertanenländern, darunter dem Thurgau als Gemeine Herrschaft. Bertschin wurde nun als evangelischer Pfarrer nach Ermatingen zurückgerufen.
Dagegen erhob der Reichenauer Abt Einspruch. Ermatingen war sein Pfrundland, und zur Sicherung desselben entsandte er 1536 einen katholischen Priester, der die Frühmesse in Ermatingen zu lesen hatte.
Daraus ergab sich die bis heute andauernde Konfessionelle Parität im Bodenseestädtchen. Doch erst der Zweite Kappeler Landfriede brachte in Ermatingen ein wirkliches Gleichgewicht beider Bekenntnisse.

### Neuzeit
Von 1696 bis 1780 wurde die Kirche – begleitet von schweren Differenzen zur Frage, welche Konfession federführend zu sein hatte – in grossem Stil umgebaut. Johann Michael Beer von Bildstein – und damit die katholische Seite – war für die Umsetzung hauptverantwortlich. Stuckaturen wurden an der Schiffsdecke angebracht, zudem das Chorgewölbe mit Wandgemälde überzogen. Der Konstanzer Maler Franz Ludwig Hermann porträtierte Kirchenväter, bedeutende Päpste und Heilige. Im Chor versinnbildlichen drei Säulen Maria mit dem Jesuskind, den Heiligen Albin als den Patron des Sakralgebäudes und die Märtyrerin Katharina von Alexandrien.
Im Lauf des 20. Jahrhunderts wurde die Nutzung der Kirche durch die beiden Gemeinden eher partnerschaftlich, mit zahlreichen ökumenischen Veranstaltungen.

## Orgel
Die Orgel wurde 1952 von dem Orgelbauer Theodor Kuhn erbaut, und 1990 in einem neuen Orgelgehäuse wieder aufgestellt und reorganisiert. Das Schleifladen-Instrument hat 27 Register auf zwei Manualen und Pedal. Die Spieltrakturen sind mechanisch, die Registertrakturen sind pneumatisch.
| I Hauptwerk C–g3 |              |       |
| 1.               | Praestant    | 8′    |
| 2.               | Flauto major | 8′    |
| 3.               | Spillpfiefe  | 8′    |
| 4.               | Octave       | 4′    |
| 5.               | Rohrflöte    | 4′    |
| 6.               | Quinte       | 2 ⁄3′ |
| 7.               | Octave       | 2′    |
| 8.               | Mixtur IV    | 1 ⁄3′ |
| 9.               | Trompete     | 8′    |

| II Schwellwerk C–g3 |            |        |
| 10.                 | Quintadena | 16′    |
| 11.                 | Suavial    | 8′     |
| 12.                 | Gedackt    | 8′     |
| 13.                 | Violflöte  | 8′     |
| 14.                 | Principal  | 4′     |
| 15.                 | Nachthorn  | 4′     |
| 16.                 | Waldflöte  | 2′     |
| 17.                 | Terz       | 1 3⁄5′ |
| 18.                 | Larigot    | 1 ⁄3′  |
| 19.                 | Octävlein  | 1′     |
| 20.                 | Cymbel IV  | 1′     |
| 21.                 | Schalmei   | 8′     |
|                     | Tremulant  |        |

| Pedal C–f1 |               |     |
| 22.        | Principalbass | 16′ |
| 23.        | Subbass       | 16′ |
| 24.        | Octave        | 8′  |
| 25.        | Gedackt       | 8′  |
| 26.        | Choralbass II | 4′  |
| 27.        | Fagott        | 16′ |

- Koppeln: II/I, I/P, II/P